# Traduções independentes
Uma tradução independente ou uma tradução de fã refere-se à tradução não-oficial de várias formas de produtos escritos ou multimídia feitos por fãs geralmente para outros fãs e distribuído gratuitamente. Freqüentemente em um idioma no qual uma versão traduzida oficial ainda não está disponível, ou nunca estará disponível. Geralmente, os fãs não têm treinamento formal ou profissional como tradutores mas eles se voluntariam para participar de projetos de tradução baseados no interesse em um gênero audiovisual específico, séries de TV, filmes, etc.

## Mídia
As áreas notáveis de tradução de fãs incluem:
- Fansubbing - É a tradução de legendas de um filmes, programa de televisãos, videojogos e outros meios audiovisuais por uma rede de fãs.[1][3] Para muitas línguas, a legendagem mais popular entre os fãs é de Hollywood filmes e TV americana dramas, enquanto os fansubs para inglesa são em grande parte de East Asian entretenimento, particularmente anime e tokusatsu.
- Tradução dos fãs em videojogos. - esta prática cresceu com o crescimento dos consoles de videogames e Emuladores no final dos anos 90 e ainda se concentra principalmente em jogos mais antigos como clássicos. Estas traduções são tipicamente distribuídas como um patch não-oficiais que modificam os arquivos binários do jogo original em novos binários.
- Escaneamento. - É a tradução de quadrinhos, especialmente mangá, por uma rede de fãs.[1] Fãs scan dos quadrinhos, transformando-os em imagens de computador e traduzindo o texto nas imagens.[1] As traduções resultantes são então geralmente distribuídas apenas em formato eletrônico.[4] Um método alternativo de distribuição de traduções de fãs ém arte sequencial é distribuir apenas o texto traduzido, exigindo que os leitores comprem uma cópia da obra no idioma original.
- Fandubbing - O Dubbing é a tradução em dublagen independente de filmes, programa de televisãos, videojogos e outros produtos audiovisuais por uma rede de fãs.[3] O áudio traduzido pode oferecer uma tradução da banda sonora original ou ser completamente substituído por uma nova versão, normalmente com fins humorísticos, como uma paródia.

## História
A primeira tradução de material audiovisual, especialmente fansubbing de anime, data da década de 1980. O'Hagan (2009) argumenta que a cultura fansubbing surgiu como uma forma de protesto sobre "as versões oficiais, muitas vezes supereditadas, de anime tipicamente transmitidas em forma dublada em redes de televisão fora do Japão" e que os fãs procuravam versões traduzidas mais autênticas num período de tempo mais curto.
Os primeiros esforços de fansubbing e fandubbing envolveram a manipulação de fitas VHS, o que era demorado e caro. O primeiro fansub produzido nos Estados Unidos foi o de Lupin III, produzido em meados dos anos 80, exigindo uma média de 100 horas por episódio para legendar.

## Influência
O desenvolvimento da indústria cultural, os avanços tecnológicos e a expansão das plataformas online levaram a um aumento dinâmico da tradução de fãs[carece de fontes?]. Segue-se o aumento das comunidades de tradução voluntária, bem como a variedade do conteúdo. Não há dúvida de que os maiores beneficiários são o público, leitores e jogadores de jogos que também são fãs de vários produtos cultura popular, uma vez que lhes é dada a oportunidade de receber informações em primeira mão de culturas estrangeiras. A indústria do entretenimento e outras indústrias culturais também se beneficiam porque seus produtos recebem exposição global, com uma consequência de imersão cultural e assimilação cultural. No entanto, as pessoas também consideram a tradução de fãs como uma ameaça potencial à tradução profissional. Na verdade, as comunidades de tradução de fãs são construídas com base no espírito de compartilhar, voluntariado, uma atitude faça-você-mesmo e o mais importante, paixão e entusiasmo pelo mesmo objetivo Como muitas profissões baseadas na especialização e na arte, rica experiência e conhecimento relacionado são altamente exigidos na indústria da tradução. Portanto, a tradução de fãs não pode ser considerada como uma ameaça. Em vez disso, em certa medida, ela inclui dois sentidos significativos: para os tradutores fã, significa um período de experiência valiosa e um pacote de preparação adequada, não importa se eles estão dispostos a levar seu hobby divertido para outro nível; para os tradutores profissionais, ela serve como um tipo de fonte a ser referenciada e consultada quando eles se deparam com situações semelhantes. Além disso, do ponto de vista do desenvolvimento da tradução de fãs, o conteúdo não é mais limitado dentro de filmes, videojogos e ficção de fãss. Várias formas, incluindo cursos educacionais, discursos políticos e reportagens críticas aparecem nos últimos anos, o que injeta um novo significado à tradução de fãs, ampliando seu valor da natureza divertida para o significado social. Tal como Henry Jenkins afirma: "A cultura popular pode estar a preparar o caminho para uma cultura pública mais significativa." Como um fenómeno recentemente emergente dependente do progresso da infra-estrutura suportada pela Internet, ultrapassa o seu foco original no interesse pessoal e torna-se visível diante de toda a sociedade. Como resultado, é preciso admitir que a tradução em leque é de alguma forma uma tendência inevitável.

## Problemas com direitos autorais
A tradução de fãs muitas vezes é barrada por alguma lei de violação de direitos autorais, pois os fãs traduzem filmes, videogames, histórias em quadrinhos, etc. Muitas vezes sem a devida permissão dos detentores dos direitos autorais. Estudos de tradutores de fans mostraram que estes fans a fazem porque estão entusiasmados com os trabalhos qe traduzem porquê querem ajudar outros fans a acessar o material, que são impedidos pela barreira do idioma. Os detentores de direitos autorais freqüentemente aceitam as traduções de fãs porque podem ajudar a expor seus produtos a um público mais amplo.